# Aldeia de Caldas da Felgueira

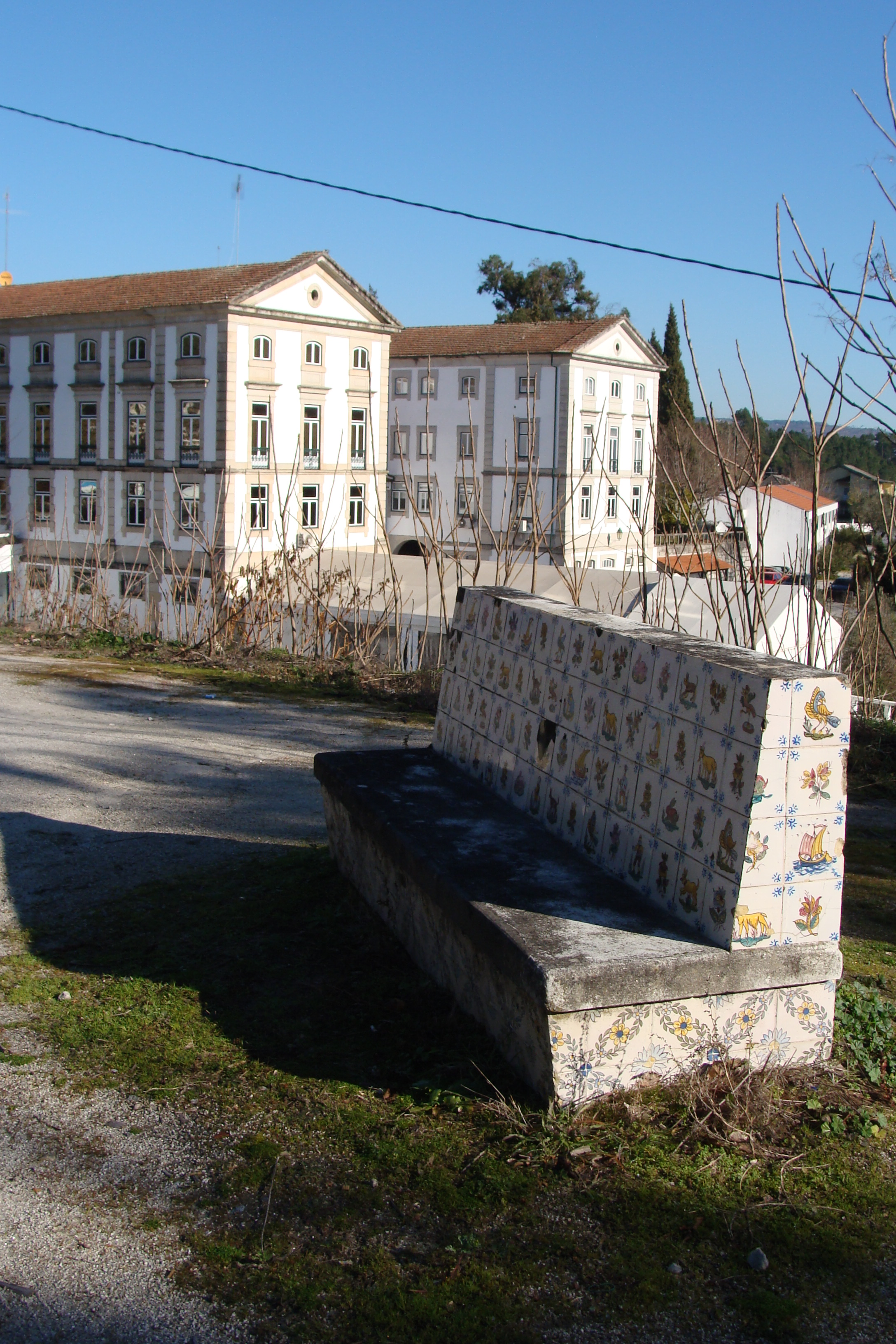
Termas da Felgueira

A Aldeia de Caldas da Felgueira é uma povoação localizada no Município Nelas, no Distrito de Viseu, em Portugal. É famosa pelas suas termas.

## Localização
Isolada no meio do vale do Alto Mondego, na sua margem direita, a 25 km de Viseu, encontra-se a 220 m de altitude, enquadrada pelas serras da Estrela, do Buçaco e do Caramulo, a Felgueira pertence ao concelho de Nelas e a duas freguesias, a de Canas de Senhorim e a de Nossa Senhora da Conceição de Nelas, inserida na região de turismo Dão-Lafões sendo fácil a sua localização, quer para quem viaje do sul através da IP3, quer para quem se dirija do norte pela A25. Também através da Linha da Beira Alta, com a estação de Nelas a 5 km, onde os principais comboios tanto nacionais (InterCidades) como o internacional Sud-Express.

## História
Embora referida nas Memórias Paroquiais de 1758, apesar de não se fazer menção à povoação, já se faziam referências à existência de uma «nascente quente e sulfúrica no limite da aldeia de Vale de Madeiros», freguesia de Canas de Senhorim. Não vêm mencionadas no Arquipélago Medicinal, publicado em 1726, um verdadeiro recenseamento das nascentes termais de então.
No entanto, é no começo do século XIX que se inicia a utilização das águas das Caldas da Felgueira em doentes que sofriam de males de pele e a consequente edificação de casas e criação.[carece de fontes?] A primeira família desenvolver-se nas Caldas da Felgueira foi a família Santos: Os seus precusores foram Izilda de Jesus e Acúrcio Santos, que tiveram dez filhos.[carece de fontes?]
No início era denominada de Banhos ou Caldas de Vale de Madeiros, nome por que foi designada até cerca de 1880. Após esta data começou a ser conhecida como Felgueira de Cantagalo, pelo facto de o arquitecto Rodrigo Maria Berquó, que dirigiu a exploração da nascente, ser filho dos marqueses de Cantagalo.[carece de fontes?] Actualmente, e há já muito tempo, a Felgueira tem o nome pela qual hoje é conhecida — Caldas da Felgueira.
Após terem sido feitas análises às águas, estas foram reconhecidas na Exposição Universal de Paris, em 1867, estas revelaram-se importantes no sector da saúde. Trata-se de uma água sulfúrea sódica..
Descobriu-se através de experiências feitas, que elas poderiam curar diversos tipos de doenças, tais como: doenças do aparelho respiratório (asma, bronquite, etc.), ao nível do aparelho circulatório, doenças musculares, afecções da pele (eczemas), etc. O professor Dr. Manuel Bento de Sousa, escrevendo acerca da acção destas águas, disse: «O que penso e sei, o que tenho verificado, com alegria dos doentes, e minha, é nos casos das doenças acima descritas, a água da Felgueira á das minerais portuguesas a melhor de todas.»[carece de fontes?]

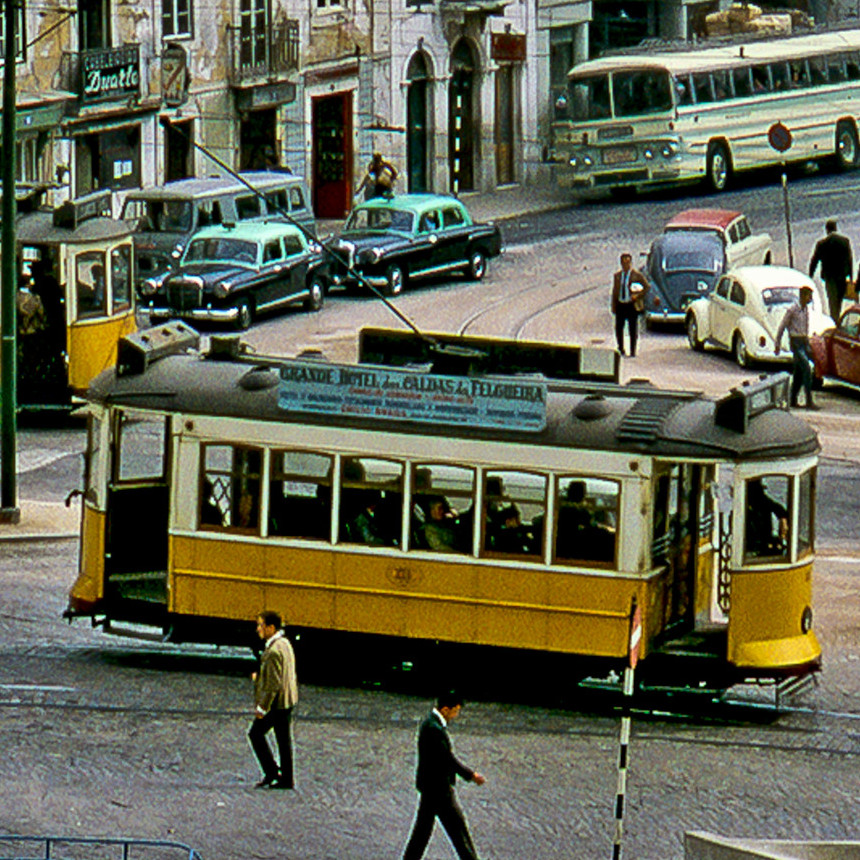
Elétrico de Lisboa, em 1967, com reclame ao Grande Hotel das Caldas da Felgueira.

Após a II Guerra Mundial, as Caldas da Felgueira receberam muitos refugiados de guerra alemães, apoiados pela PIDE.
Em 1989 inicia-se uma fase de grande renovação com a captação de novos recursos, a introdução de novas técnicas e a formação profissional do pessoal termal. Em 1995, face aos bons resultados, têm início as obras de ampliação e remodelação do Balneário Termal. O novo centro termal, com a maior dimensão física, sofisticação técnica e qualidade profissional, entrou em funcionamento em 1997.[carece de fontes?]